# Orrsjön (Ljustorps socken, Medelpad)
Orrsjön är en sjö i Timrå kommun i Medelpad och ingår i Indalsälvens huvudavrinningsområde. Sjön har en area på 0,0519 kvadratkilometer och ligger 255,2 meter över havet. Sjön avvattnas av vattendraget Stavrebäcken.

## Delavrinningsområde
Orrsjön ingår i det delavrinningsområde (694369-158472) som SMHI kallar för Mynnar i Ljustorpsån. Medelhöjden är 199 meter över havet och ytan är 8,32 kvadratkilometer. Det finns inga avrinningsområden uppströms utan avrinningsområdet är högsta punkten. Stavrebäcken som avvattnar avrinningsområdet har biflödesordning 3, vilket innebär att vattnet flödar genom totalt 3 vattendrag innan det når havet efter 14 kilometer. Avrinningsområdet består mestadels av skog (90 procent). Avrinningsområdet har 0,13 kvadratkilometer vattenytor vilket ger det en sjöprocent på 1,5 procent.